# Die Inselärztin: Die Entscheidung
Die Entscheidung ist ein deutscher Fernsehfilm von Peter Stauch aus dem Jahr 2019. Es handelt sich um die vierte Episode der ARD-Reihe Die Inselärztin mit Anja Knauer als Ärztin Filipa Wagner in der Titelrolle. Die deutsche Erstausstrahlung erfolgte am 11. Januar 2019 auf dem ARD-Sendeplatz „Endlich Freitag im Ersten“.

## Handlung
Filipa kommt mit Isabelle zu Daniel nach Hause, er ist aber nicht allein. Jenny und Dr. Mantler sind auch da. Isabelle will wissen, wer das ist, Daniel sagt ihr, dass das ihre Mutter ist. Jenny erzählt Daniel und Isabelle, was auf Haiti passiert ist und wie es dazu kam, dass man gemeint hat, sie wäre tot. Sie trug während des Einsturzes des Krankenhauses den Kittel einer Kollegin, weshalb es zur Verwechslung kam. Dr. Mantler erklärt Filipa, dass Jenny in letzter Zeit große Fortschritte gemacht hat und der nächste Schritt nun die Rückkehr in ihr altes Leben ist, um die retrograde Amnesie abzubauen. Kulovits genießt sein Leben auf dem Segelschiff, als er beinahe von einem anderen Boot gerammt wird. Dabei geht eine Frau über Bord. Er rettet sie und bringt sie in die Hotelpraxis. Daniel versucht mit seiner Tochter zu sprechen, sie hat sich in ihrem Zimmer eingeschlossen und will nichts wissen. Er spricht danach mit Jenny und versucht herauszufinden, woran sie sich noch erinnert. Vor dem Krankenhaus spricht Filipa mit Kulovits, als er über Schmerzen klagt. Sie stellt fest, dass er gerade einen Herzinfarkt hatte. Sie informiert Mike, er soll sofort ins Krankenhaus kommen.
Als die Familie gemeinsam im Park ist, weil Isi Blumen und Pflanzen für die Schule dokumentieren muss, erinnert sich Jenny wieder daran, dass Isi früher gerne getanzt hat. Sie sagt ihr jedoch, dass sie gar nicht tanzen kann. Filipa bringt Kulovits und Mike dazu, dass sie miteinander sprechen. Er erzählt ihm, was in den letzten Jahren vor dem Tod seiner Frau alles passiert ist und dass sie eine Zeit lang getrennt waren, bis sie schwer erkrankte und wieder zu ihm zurückkam. Dr. Mantler und Filipa sprechen miteinander über ihre gemeinnützige Arbeit. Sie zeigt ihm, was sie neben ihrer Arbeit im Hotel sonst noch macht. Er zeigt ihr, wo er ein neues Projekt auf Mauritius realisieren will, und bietet ihr eine leitende Stelle an. Sie lehnt ab, weil sie nicht mehr operieren will. Isabelle will von Daniel wissen, wie es nun mit Filipa weitergeht und ob sie sie trotzdem noch sehen kann. Als Daniel und Jenny ins Bett gehen wollen, gesteht sie ihm, dass sie in der Zwischenzeit auch eine andere Beziehung hatte und möchte wissen, wie er zu Filipa steht.
Emi und Filipa ertränken ihren Kummer in der Stadt, sie fühlen sich von den Männern verarscht. Weil Daniel Filipa telefonisch nicht erreichen kann, spricht er ihr eine Nachricht auf den AB, was sie noch mehr verwirrt. Mike holt seinen Vater im Krankenhaus ab, er freut sich, dass er wieder ins Hotel zieht. Im Hotel versucht Mike mit Emi zu sprechen, sie blockt ab. Kulovits bekommt das mit und denkt sich etwas aus. Jenny besucht Filipa, weil sie ihr erklären möchte, wie sie sich in der Situation fühlt. Plötzlich stellt Filipa fest, dass Jenny aus einem Auge blutet und bringt sie sofort ins Krankenhaus. Dr. Mantler untersucht sie und diagnostiziert ein Blutgerinnsel im Kopf. Aufgrund der früheren Verletzungen lässt sich die genaue Position aber nicht feststellen. Daniel dreht durch, weil man nichts machen kann, Filipa kümmert sich derweil um Isabelle. Sie macht sich Vorwürfe, weil sie nicht nett zu ihrer Mutter war. Filipa beobachtet Jenny, als sich Isi bei ihr entschuldigen will, aber sehr apathisch reagiert. Sie vermutet ein neurologisches Problem. Dr. Mantler kann damit eingrenzen, dass sich das Gerinnsel in der Amygdala befinden muss.
Jenny bittet Dr. Mantler, sie zu operieren. Da eine OP an der geöffneten Carotis interna maximal 15 Sekunden dauern darf, bittet Dr. Mantler Filipa ihn zu unterstützen, weil sie die Spezialistin ist. Jenny nimmt ihr die Last ab, indem sie ihr gut zuspricht und sagt, dass sie keine Schuld treffen wird, wenn die Operation schiefgeht. Bei der OP eröffnet Dr. Mantler die Carotis interna, Filipa findet aber innert der 15 Sekunden den Thrombus nicht. Nach knapp 30 Sekunden kann sie ihn doch noch lokalisieren und entfernen. Dadurch lässt sich keine Prognose stellen, ob und wann Jenny wieder aufwacht und ob sie Schäden davonträgt. Kulovits versucht weiter, zwischen Mike und Emi zu vermitteln. Er bereitet für sie einen Tisch im Restaurant vor und lädt beide unabhängig voneinander ein. Als Emi Mike sieht, will sie gleich wieder gehen, er entschuldigt sich aber gerade noch rechtzeitig. Kulovits beobachtet alles aus der Ferne. Nach dem Essen gehen sie noch tanzen und küssen sich endlich.
Im Krankenhaus warten alle gespannt, dass Jenny aufwacht. Dr. Mantler erzählt, dass Jenny eine Zeit lang mit seinem Sohn liiert war. Da er am nächsten Tag einen Termin in München hat, bietet er Filipa an, ihn zu begleiten, um die Stiftung kennenzulernen. Als Jenny endlich die Augen aufmacht, meint Daniel, sie ist in einem Wachkoma. Dr. Mantler macht aber weitere Tests, auf die sie reagiert. Daniel ist darüber sehr erleichtert. Als Filipa die glücklich vereinte Familie im Krankenhaus beobachtet, beschließt sie, Dr. Mantler nach München zu begleiten. Emi erwischt sie noch, bevor sie am frühen Morgen abschleichen kann, sie wirft ihr vor, dass sie vor der Situation weglaufen will. Bei der Verabschiedung bittet Kulovits sie, dass sie schnell wiederkommt. Daniel erfährt von der Labortechnikerin Sarah, dass Filipa abgereist ist.

## Hintergrund
Die Entscheidung wurde unter dem Arbeitstitel Loslassen zusammen mit der dritten Episode Das Geheimnis vom 22. Mai bis zum 18. Juli 2018 auf Mauritius gedreht. Produziert wurde der Film von der Tivoli Film in Zusammenarbeit mit der Two Oceans Production.

## Rezeption

### Einschaltquote
Die Erstausstrahlung in der ARD am 11. Januar 2019 sahen 3,93 Millionen Zuschauer, was einem Marktanteil von 15,5 % ergab.

### Kritik
Die Kritiker der Fernsehzeitschrift TV Spielfilm vergaben aus fünf Kategorien für die Spannung und die Action einen von drei möglichen Punkten, während alle anderen Kategorien keine Punkte erhielten. Das Fazit lautete: „Ärzte zwischen Hangen, Bangen, Sonnenschein“.
Tilmann P. Gangloff von tittelbach.tv meinte dazu: „Im Vordergrund medizinische Dramen, im Hintergrund eine typische „Traumschiff“-Kulisse, dazu eine ordentliche Prise Romantik: Es ist nicht schwer, die Mauritius-Reihe „Die Inselärztin“ als Arztfilme mit exotischem Flair abzutun.“ und „Man kann sie aber auch als gelungenen Versuch betrachten, populäre Geschichten mit einem gewissen Anspruch zu erzählen.“ sowie „Natürlich erfüllen beide Teile die Erwartungen und geizen nicht mit typischen Fernwehfernseh-Bildern, aber die Kameraarbeit ist sorgfältig und stellenweise aufwändig; die Schauspieler sind ausnahmslos vorzüglich.“